# Aphthona pygmaea
Aphthona pygmaea es un coleóptero de la familia Chrysomelidae. Fue descrita científicamente por primera vez en 1861 por Kutschera.